# Necromantia
Necromantia är ett grekiskt black metal-band som bildades i Aten 1989 av de två musikerna The Magus (George Zaharopoulos), sångare och basist, samt Baron Blood (Makis), 8-strängad basgitarr som "ersätter" den vanliga 6-strängade gitarren. Under åren har olika musiker gästat bandet med instrument som trummor, synthesizers och ibland gitarr. Även mer ovanliga instrument i metal-sammanhang som saxofon, flöjt och tabla förekommer i Necromantias musik. Debutalbumet Crossing the Fiery Path gavs ut 1993 av Osmose Productions. I november 2007 kom bandets fjärde fullängdsalbum The sound of Lucifer storming Heaven.
Bandnamnet, Necromantia, är bildat till de grekiska orden necros, "död" och mantia, "spådom".
George Zaharopoulos har tidigare deltagit i band som Rotting Christ, Septic Flesh och Thou Art Lord. Han var en av grundarna till det numera nedlagda skivbolaget Black Lotus Records och till tidskriften Metal Invader magazine.
Necromania skal avsluta sin karriär 2020 efter lanseringen av EP:n Baron Blood, som är en hyllning til Baron Blood (Makis) som avled av hjärtattck 20 november 2019.

## Medlemmar
- The Magus aka Magus Wampyr Daoloth (George Zaharopoulos Γιώργος Ζαχαρόπουλος) – sång, basgitarr (1989– ), synthesizer (2007– )
- Fotis Benardo (Fotis Giannakopoulos) – trummor (2007– )

Tidigare medlemmar
- Divad (David P.) – gitarr (1990–1997)
- The Worshiper of Pan (Giannis Papagiannis) – saxofon, percussion, keyboards, tabla, akustisk gitarr, flöjt (1990–1997)
- Slow Death (Vasilis Gavanas) - bakgrundssång (1990-1994)
- Inferno – keyboard (1993–1997)
- Baron Blood (Makis) – 8-strängad basgitarr (1989–2019), synthesizer (2007–2019, †2019)

Gästmusiker
- Iraklis Yalantzides – keyboard
- Lambros Sfiris – gitarr
- Nick Adams – trummor på demo 1992
- George Panou – trummor
- Lethe (Akis Kapranos) – trummor

## Diskografi

### Promokassett '90
Necromantias första demokassett gavs ut i januari 1990 och är inspelad i Sin Ena Studio i december 1989. All musik och text av Necromantia utom texterna till Evil Prayers skriven av Remi De Gourmount och "La Mort" skriven av Emile Verhaeren. 
Låtlista
1. Family Of Dog (The Feast Of Ghouls) 04:59
2. De Magia Veterum 10:04
3. Faceless Gods 03:50
4. Evil Prayers 05:00
5. Lycanthropia 01:54
6. La Mort 04:10

Den totala speltiden är 29:57.  

### Vampiric Rituals
Denna demokassett kom 1992 och innehåller fyra låtar återinspelade i december 1991 (spår 1-4) samt tre låtar från inspelningen 1990 (spår 5-7).
Låtlista
1. Lord Of The Abyss 07:48
2. The Feast Of Ghouls 05:31
3. Evil Prayers 05:49
4. Lycanthropia 01:41
5. De Magia Veterum 10:01
6. Faceless Gods 03:50
7. La Mort 04:11

Den totala speltiden är 38:51

### Black Arts Lead to Everlasting Sins
En LP gavs tillsammans med Varathron 1992 av Black Power Records. En återutgivning, nu på CD gjordes av Unisound Records 1994. 
Låtlista Necromantia
1. Lord of the Abyss 07:50
2. The Feast of Ghouls 05:33
3. Evil Prayers 05:43
4. Lycanthropia 01:43
5. De Magia Veterum 10:04 (bonusspår 1994)

Låtlista Varathron
1. The Cult of the Dragon 02:26
2. The Tressing of Nyarlathotep 07:14
3. La Reine Noir 06:09
4. Outro 00:49
5. Descent of a Prophetic Vision 03:29 (bonusspår 1994)
6. Genesis of Apocryphal Desires 03:10 (bonusspår 1994)

Den totala speltiden är 37:27 (1992) och 54:15 (1994)

### Demo1993
"Les Litanies De Satan" har text av Charles Baudelaire, övrig text och musik av Necromantia. Den spelades in våren  1993 i Sin Ena Studio.
1. The Warlock 13:33
2. Les Litanies de Satan 09:21

Den totala speltiden är 22:54

### Album
- Crossing the Fiery Path (1993)
- Scarlet Evil Witching Black (1995)
- From the Past We Summon Thee (EP, 1997)
- Ancient Pride (EP, 1997)
- IV: Malice (2000)
- Covering Evil (12 Years Doing Devil's Work) [2 CD, 2001)
- Cults of the Shadow (2 CD, 2002, innehåller Crossing the Fiery Path och Scarlet Evil Witching Black)
- Necromantia (Samlingsbox 2006, innehåller Crossing The Fiery Path, Scarlet Evil Witching Black, Ancient Pride och IV: Malice)
- The sound of Lucifer storming Heaven (2007)